# Caçapava (ort)
Caçapava är en ort i Brasilien.   Den ligger i kommunen Caçapava och delstaten São Paulo, i den sydöstra delen av landet, 800 km söder om huvudstaden Brasília. Caçapava ligger 564 meter över havet och antalet invånare är 72 340.
Terrängen runt Caçapava är platt. Runt Caçapava är det ganska tätbefolkat, med 214 invånare per kvadratkilometer.. Närmaste större samhälle är Taubaté, 17,6 km nordost om Caçapava.
Omgivningarna runt Caçapava är huvudsakligen savann.